# Cystofilobasidium infirmominiatum
Cystofilobasidium infirmominiatum är en svampart som först beskrevs av Fell, I.L. Hunter & Tallman, och fick sitt nu gällande namn av Hamam., Sugiy. & Komag. 1988. Cystofilobasidium infirmominiatum ingår i släktet Cystofilobasidium och familjen Cyfstofilobasidiaceae.   Inga underarter finns listade i Catalogue of Life.